# Île Seguin
Île Seguin is een eiland in de Seine, ten westen van Parijs, tussen] Boulogne-Billancourt en Sèvres.
Gedurende het grootste deel van de 20e eeuw was er een Renault-fabriek gevestigd, totdat de productie in 1992 stopte en de laatste Renault 5 Superfast werd geproduceerd. De fabriek werd in 2004-2005 gesloopt.
In april 2017 opende het muziekpaviljoen en kunstcentrum La Seine Musicale er haar deuren.